# Distretto di Jomboy
Il distretto di Jomboy è uno dei 14 distretti della Regione di Samarcanda, in Uzbekistan. Il capoluogo è Jomboy.